# Viki Shock
Viki Shock (narozen 8. dubna 1975 v Praze) je český spisovatel a výtvarník s občanským jménem Viktor Pípal.

## Život
Vystudoval Střední technicko-strojní školu (1990–1995) a Husitskou teologickou fakultu Univerzity Karlovy (2015–2020). Pracoval jako mechanik, sanitář, knihovník, vrátný, asistent produkce v České televizi, korektor, copywriter, redaktor tiskové agentury Mediafax, zahradník na pražských hřbitovech Liboc-Vokovice, Bubeneč a Malvazinky a archivář na Ministerstvu financí ČR.
V letech 1994–1995 vydával vlastním nákladem literární časopis Karpatské příčiny (s Robertem S. Vronskym).
V letech 1993–1996 a 2002–2005 byl členem hudební skupiny Ironickej mozek; pro kapelu psal texty, zpíval a hrál na kazoo. V roce 2002 vyšlo pod hlavičkou Vronsky Records CD Příchod bohů aneb To jste nečekali!.
V letech 1997–2004 provozoval samizdatové nakladatelství THC Review, kde vycházely v nákladu 5 až 30 kusů sbírky „cannabisové crazypoezie“ autora a jeho přátel (celkem 31 titulů). V roce 2019 navázal samizdatovým e-nakladatelstvím TBC Review, kde zatím[kdy?] vyšly 3 tituly.
Spolupracoval jako redaktor (nebo stálý přispěvatel) s řadou časopisů, například Babylon, Dobrá adresa, Přítomnost, Pražský patriot, Psí víno a Reflex.
Dále spolupracoval s nakladatelstvími Clinamen (pro které připravil mj. výbor z poezie Vladimíra Pospíšila Kalikrů kalikým, 2007) a Beletris (výbor z povídek Filipa Příhody Kruh pro poníka, 2005, a debutový výbor z poezie Davida Pillowa Vzkazy Madame X, 2012).
Jako výtvarník se realizuje v kresbě a koláži (v roce 2008 byla jeho tvorba vystavena společně s dílem Eugena Brikcia v pražské Galerii Smečky pod hlavičkou Starý/mladý).
Podle jeho textů natočil režisér Vladimír Franče krátké filmy Poznávejme umělé ráje! (2002), Zatmění (2003) a Vesmírná (2004).
V letech 2011–2014 Viki Shock hrál v krátkých groteskách Jana Nejedlého (Medailonky zapomenutých, Kurýr na útěku aneb Huspenina v ohrožení, V osidlech strachu, Láďa a Linda aj.).

## Dílo
- Dvacet deka něžností (poezie, Protis, Praha 1997);
- Dvakrát opakované ňadro (poezie, Clinamen, Praha 1999; 2. vydání Concordia, Praha 2003);
- Karel Bodlák – Květy bodláčí (básnická próza, Votobia, Olomouc 2001);
- Pozdrav z Pandemonia (poezie, Klub českých bibliofilů, Praha 2002);
- Negropolis aneb Irracionálno dobyto! (poezie, Protis, Praha 2003);
- Poddůstojníky (poezie, Cherm, Praha 2003);
- Tiché odpoledne na zaprášené půdě (poezie, Clinamen, Praha 2006);
- Zahradníkův rok na hřbitově (román, Clinamen, Praha 2014);
- Sněhurka, jakou svět neviděl! (povídky, Clinamen, Praha 2015);
- V předsíni dýchal idiot (poezie, Větrné mlýny, Brno 2020).
- Půlnoční Rapsódie: Noční můry a jiné živé sny z let 1995–2023 (Nakladatelství Petr Štengl, Praha, 2023)

Z angličtiny přeložil básnickou sbírku Howarda Phillipse Lovecrafta Houby z Yuggothu (Volvox Globator, Praha 2019).
Jeho texty byly přeloženy do angličtiny, bulharštiny, francouzštiny, italštiny, maďarštiny, němčiny, srbochorvatštiny a španělštiny.